# 응우엔티안비엔
응우엔티안비엔(NGUYEN Thi Anh Vien, 1996년 11월 9일 ~ )는 배영과 개인혼영을 주종목으로 하는 베트남의 수영 선수이다. 2014년 인천 아시안 게임 여자 배영,200m, 개인혼영 400m 결승 경기에서 동메달을 획득했다.